# شيرلي أبوت (سياسي)
شيرلي أبوت (بالإنجليزية: Shirley Abbott)‏ هو دبلوماسي وسياسي أمريكي، ولد في 23 يوليو 1924 في الولايات المتحدة، وتوفي في 23 أبريل 2013 في نفس البلد. حزبياً، نشط في الحزب الجمهوري. وقد انتخب سفير الولايات المتحدة  لدى ليسوتو ‏ وانتخب عضو مجلس نواب تكساس.